# Aquitania híd
Az Aquitania híd (franciául Pont d'Aquitaine) egy franciaországi autópályahíd. A Bordeaux-t elkerülő A630-as autópálya és az E5-ös európai út részeként Bordeaux-tól északra, Bordeaux és Lormont között ível át a Garonne folyó fölött. Ez a híd a Garonne utolsó hídja, mielőtt a folyó elérné a Gironde-ot.

## Története

### Bordeaux hídjai
Bordeaux az Atlanti-óceántól 110 kilométernyire fekvő kikötőváros. A hajók a néhol több kilométer széles, északnyugat-délkelet irányban húzódó Gironde-on keresztül képesek felhajózni a városig. A Gironde és az abba torkolló Garonne volt évszázadokon át Bordeaux legfőbb közlekedési útja. A második világháború befejeződéséig Bordeaux belvárosa és az óceán között egyetlen híd sem épült, hogy a hidak ne akadályozzák a hajók közlekedését. Az első bordeaux-i hidat 1822-ben adták át. A két part közötti összeköttetést a századfordulón a mai hídtól kissé délre felépített lebegőkomppal próbálták meg biztosítani. A lebegőkomp építése 1910-ben kezdődött, ám 1914-ben az első világháború miatt a munkálatok megszakadtak és soha többé nem is kezdődtek újra.
A második világháborút követő ipari fellendülés következtében megnőtt forgalmat a belváros régi hídjai már nem tudták elvezetni. Egyre sürgetőbb szükség volt egy hídra, amely biztosítja a kapcsolatot a Garonne két partján fekvő városrészek között, illetve a bordeaux-i óváros kikerülésével vezeti el a kikötő ipartelepeinek forgalmát. A francia kormány az 1950-es évek közepén hozott határozatot az új magashíd felépítéséről.

### Építése
A tervezőknek le kellett küzdenie több problémát is. A függőhídnak legalább 50 méter magasságban kellett kereszteznie a folyót, hogy a hajók áthaladhassanak alatta. A meder nyugati partján épülő hídfő közelében azonban nem volt olyan pont, amelyhez a függőhíd kábeleit rögzíthették volna, ezért fel kellett építeni az 50 méter magas lehorgonyzó kamrákat is. 
A híd építése 1960-ban kezdődött. A Garonne fölötti főnyílásig a keleti parton egy 1014 méter hosszú fokozatosan magasodó viaduktot építettek, amelynek 21 nyílása 30 és 47 méter közötti távokat hidal át. A nyugati oldalon a híd kevéssel a folyópart után magasabb terepszintre érkezik, ezért ott nem volt szükség felvezető viaduktra. A függőhidat a mederben álló, kaput formázó pilonok tartják. A keleti pilon mély vízben, míg a nyugati a parthoz közelebbi sekély vízben áll, mindkettő 103 méter magasra nyúlik. A keleti pilon felépítéséhez egy mesterséges szigetet hoztak létre a Garonne közepén. Az építkezés közben veszélyt jelentett a folyón rendszeresen felvonuló torlóár, amelynek magassága Bordeaux-ban a másfél métert is elérheti. A pilonok között kifeszített két acélsodronyra függesztették fel az útszerkezetet. Az egyenként 37 darab, 72,6 milliméter átmérőjű acélkábelt tartalmazó sodronyokon 64 felfüggesztési pont található.
1967-es elkészültekor az Aquitánia híd volt Franciaország második és egyben legnagyobb magashídja. Átadása óta az országban egyetlen olyan függőhidat sem építettek, amely elég magas lenne a tengerjáró hajók számára, a későbbi átkelőhelyek már a modernebb, ferdekábeles megoldással valósultak meg. Bár eredetileg az átkelőhelyet arra tervezték, hogy a bordeaux-i külvárosokat kösse össze, később ezen a hídon vezették keresztül a város körül futó A630-as autópályát is. A híd északi és déli oldalán is épült járda, később a északi oldalon futót kerékpárúttá minősítették. A két hídfőnél egy-egy kerékpárszállító liftet is elhelyeztek. Napjainkban a hidat naponta 100 000-nél több jármű használja.

## Felújítások
A híd az üzemkezdet óta eltelt évtizedek alatt elöregedett, az 1980-as évek eleje óta gyakorlatilag folyamatosan javítják. 1982-ben helyet szorítottak egy ötödik forgalmi sávnak is, amelyet a forgalom igényei szerint nyitnak meg a különböző irányokból érkezők előtt. 1984-ben a hidat teljesen újrafestették, 1987-ben a felvezető viadukt felújítására került sor.
Az 1990-es évek végére az egyre növekvő forgalmi terhelés megviselte a függőhíd szerkezetét, a vizsgálatok kiderítették, hogy az úttestet tartó kábelek is elöregedtek, ezért 1990-ben döntés született a kicserélésükről. Mivel a híd az egyetlen átkelőhely Bordeaux északi részén, így nem lehetett lezárni a forgalom elől. A felfüggesztéseket 2000 és 2004 között teljesen kicserélték.

## Fordítás
- Ez a szócikk részben vagy egészben a Pont d'Aquitaine című francia Wikipédia-szócikk ezen változatának fordításán alapul.  Az eredeti cikk szerkesztőit annak laptörténete sorolja fel. Ez a jelzés csupán a megfogalmazás eredetét és a szerzői jogokat jelzi, nem szolgál a cikkben szereplő információk forrásmegjelöléseként.